# ويزلي إس. وليامز جونيور
ويزلي إس. وليامز جونيور (بالإنجليزية: Wesley S. Williams Jr.)‏ هو محامي أمريكي، ولد في 13 نوفمبر 1942 في فيلادلفيا في الولايات المتحدة.

## وصلات خارجية
- ويزلي إس. وليامز جونيور على موقع إن إن دي بي (الإنجليزية)